# This is colombia HPTA!
This Is Colombia HPTA! es una película colombiana dirigida por Nicolas Bernal, escrita por Dexter Nai y protagonizada por Manuel Quirpal. Se basa en la realidad de los barrios marginales de Colombia, la película fue grabada en su mayoría en el municipio de Soacha.
La película se estrenó en 2023 e hizo parte del patrimonio cultural de Soacha.

## Argumento
La película con su trama y personajes, ofrece una visión profunda y realista de la vida en los barrios más bajos de Colombia. A través de la historia de Bryan, Mompi, Norberto y otros personajes, se nos muestra un mundo complejo y a menudo desafiante en el que la supervivencia, la lealtad y la búsqueda de bienestar son temas centrales.
Norberto, el patrón de Bryan y Mompi, representa la lucha por mantener a su familia a salvo y garantizar su bienestar, lo que refleja los valores fundamentales de muchos habitantes de estos barrios. Su amor por su esposa e hijos, especialmente por su hija Sharon, ilustra la fuerza de las conexiones familiares en medio de la adversidad.
Por otro lado, Jordán y su ego elevado representan una amenaza constante para la paz en la comunidad. Su falta de consideración por los demás y su disposición a causar problemas reflejan la realidad de individuos egoístas que pueden tener un impacto negativo en sus vecinos.
La presencia de Yorkis, Armando, El Kalvo y Alias Víbora en el comercio de drogas subraya los desafíos económicos y sociales que enfrentan estas comunidades. La rivalidad entre estos personajes también destaca cómo la búsqueda del poder y la supervivencia a menudo conduce a enfrentamientos violentos en estos entornos.
La película parece también explorar la idea de que, en medio de la violencia y la delincuencia, hay personas como Koman que buscan mantener la paz y la armonía en la comunidad. Su papel destaca la importancia de aquellos que trabajan en silencio para promover la convivencia pacífica en medio de un ambiente tenso.
La trama principal relacionada con el cargamento perdido y las acusaciones injustas contra Mompi subraya la fragilidad de la vida en estos barrios y cómo las decisiones equivocadas pueden tener consecuencias devastadoras. La película plantea preguntas sobre la justicia y la moral en un entorno donde las reglas son a menudo inexistentes o ambiguas.
En última instancia, "THIS IS COLOMBIA" parece ser una película que pretende arrojar luz sobre la complejidad de la vida en los barrios más bajos de Colombia, mostrando la lucha constante por la supervivencia, la lealtad y la búsqueda de un mejor futuro en medio de circunstancias desafiantes.

## Reparto
- Manuel Quirpal - Mompi
- Uwaldo Bernal - Norberto
- Christopher Jhoan - Bryan
- David Ramírez - Elias
- Olga Pacheco - Giovanna
- Andrea Beltrán - Sombra

## Producción
La idea original surgió cuando Bernal y Nai se encontraban caminando por las calles del municipio de Soacha, en ese momento la gente de barrios bajos fue la inspiracíon para la creación de la película. Cuando empezó la producción, se mezclaron actores profesionales, junto con naturales, haciendo que la producción sea muy variada. Nai se basó en lo marginal de estos barrios y junto a Bernal realizaron la producción que contó con poco presupuesto.